# Guichen
Guichen (bretonsko Gwizien) je naselje in občina v severozahodnem francoskem departmaju Ille-et-Vilaine regije Bretanje. Leta 2008 je naselje imelo 7.237 prebivalcev.

## Geografija
Naselje leži v pokrajini Bretaniji 22 km jugozahodno od Rennesa.

## Uprava
Guichen je sedež istoimenskega kantona, v katerega so poleg njegove vključene še občine Baulon, Bourg-des-Comptes, Goven, Guignen, Laillé, Lassy in Saint-Senoux s 24.984 prebivalci.
Kanton Guichen je sestavni del okrožja Redon.

## Zanimivosti
- most na reki Vilaine, Pont-Réan (meja med občinama Guichen in Bruz),
- cerkev sv. Martina iz 17. stoletja,
- cerkev Marijinega Brezmadežnega Spočetja, Pont-Réan, iz 19. stoletja.

## Pobratena mesta
- Milevsko (Češka),
- Skeries / Na Sceirí (Irska),
- Villafranca de los Barros (Estremadura, Španija).